# Rhitymna ingens
Rhitymna ingens là một loài nhện trong họ Sparassidae.
Loài này thuộc chi Rhitymna. Rhitymna ingens được Eugène Simon miêu tả năm 1897.